# Präsidentschaftswahl in Ghana 1992
Die Präsidentschaftswahl in Ghana 1992 fand am 3. November statt. Es war die erste Direktwahl des Präsidenten seit 1979.

## Ergebnis
| Kandidaten                                                      | Kandidaten                 | Parteien                                | Stimmen   | %    |
| --------------------------------------------------------------- | -------------------------- | --------------------------------------- | --------- | ---- |
|                                                                 | Jerry John Rawlings        | Progressive Alliance (NDC – NCP – EGLE) | 2.323.135 | 58,4 |
|                                                                 | Albert Adu Boahen          | New Patriotic Party                     | 1.204.764 | 30,3 |
|                                                                 | Hilla Limann               | People’s National Convention            | 266.710   | 6,7  |
|                                                                 | Kwabena Darko              | National Independence Party             | 113.629   | 2,9  |
|                                                                 | Emmanuel Alexander Erskine | People’s Heritage Party                 | 69.827    | 1,8  |
| Gesamt                                                          | Gesamt                     | Gesamt                                  | 3.978.065 | 100  |
|                                                                 |                            |                                         |           |      |
| Ungültige Stimmen                                               | Ungültige Stimmen          | Ungültige Stimmen                       | 149.811   | 3,6  |
| Wähler                                                          | Wähler                     | Wähler                                  | 4.127.876 | 50,2 |
| Wahlberechtigte                                                 | Wahlberechtigte            | Wahlberechtigte                         | 8.229.902 |      |
|                                                                 |                            |                                         |           |      |
| Quellen: African Elections Database – vgl. Electoral Commission |                            |                                         |           |      |

## Bibliographie
- Richard Jeffries, Claire Thomas: The Ghanaian Elections of 1992. In: African Affairs,. Band 92, Nr. 368, Juli 1993, S. 331–366, JSTOR:723287 (englisch).